# Rudolf Kobelt
Rudolf Kobelt (ur. 20 kwietnia 1943) – szwajcarski zapaśnik walczący w stylu wolnym. Olimpijczyk z Tokio 1964, gdzie zajął dziewiąte miejsce w kategorii do 87 kg.
Jego brat Max Kobelt również był zapaśnikiem, olimpijczykiem z tych samych igrzysk.

## Letnie Igrzyska Olimpijskie 1964
| Konkurencja      | Rundy eliminacyjne | Rundy eliminacyjne    | Rundy eliminacyjne       | Klas. końcowa |
| Konkurencja      | Przeciwnik I       | Przeciwnik II         | Przeciwnik III           | Miejsce       |
| ---------------- | ------------------ | --------------------- | ------------------------ | ------------- |
| 87 kg styl wolny | Jit Singh (IND) Z  | Szota Lomidze (SUN) P | Mansur Mahdizade (IRI) P | 9.            |